# 로스 레바글리아티
로스 레바글리아티(영어: Ross Rebagliati, 1971년 7월 14일~)는 캐나다의 전직 스노보드 선수이다. 그는 1998년 동계 올림픽에서 남자 스노보드 대회전 부문 금메달을 획득했으며 올림픽 스노보드 최초의 금메달리스트가 되었다. 당시 도핑 검사에서 대마초 성분이 검출되어 금메달을 박탈당했으나 항의 끝에 금메달을 되찾았다.
현역 은퇴 후 스키 리조트 운영, 스노보드 지도자, 부동산 중개인으로 활동했다.